# Nikolaj Mihailovič Borozdin
Nikolaj Mihailovič Borozdin (rusko Никола́й Миха́йлович Борозди́н), ruski general, * 1777, † 1830.
Bil je eden izmed pomembnejših generalov, ki so se borili med Napoleonovo invazijo na Rusijo; posledično je bil njegov portret dodan v Vojaško galerijo Zimskega dvorca.

## Življenje
Leta 1794 se je pridružil ruski konjenici s činom korneta. Leta 1800 je bil povišan v polkovnika. V letih 1805-07 se je bojeval proti Francozom in bil 24. maja 1807 povišan v generalmajorja. V letih 1808-09 se je boril proti Švedom. Leta 1812 je postal poveljnik 2. brigade 1. kirasirske divizije; odlikoval se je v bitki pri Borodinu. Zaradi zaslug je bil leta 1813 povišan v generalporočnika. Naslednje leto je sodeloval v bitkah v Franciji. Leta 1820 je bil povišan v generaladjutanta in 22. avgusta 1826 v generala pehote.